# Margaret Jacobsohn
Margaret Jacobsohn là nhà môi trường học Namibia. Cô đã được trao Giải Môi trường Goldman năm 1993, cùng với Garth Owen-Smith, cho những nỗ lực trong việc bảo tồn động vật hoang dã ở vùng nông thôn Namibia.
Cô đã được trao giải thưởng Global 500 Roll of Honour vào năm 1994.